# 统一社会党—社会主义协议
统一社会党—社会主义协议（義大利語：Partito Socialista Unitario–Intesa Socialista，缩写为PSU–IS）是圣马力诺历史上的一个社会主义政党。
该党成立于1975年，当时圣马力诺独立民主社会党分裂为两部分，一派组建“统一社会党—社会主义协议”，另一派则成立社会民主党。该党在1978年选举中获得11%的选票，赢得了7个席位。此后，它与圣马力诺社会党和圣马力诺共产党一起组成执政联盟。
1980年，统一社会党派遣了3位代表参加社会党国际的大会，他们是皮耶·保罗·加斯佩罗尼、埃米利奥·德拉·巴尔达和多米尼克·莫罗利。在1983年的选举中，该党赢得了8个席位。
在1980年代中期，该党更名为“统一社会党—社会主义协议”。在1988年选举中，该党再次赢得8个席位，成为第三大党。随后，它并入圣马力诺社会党。